# Acacia monga
Acacia monga é uma espécie de leguminosa do gênero Acacia, pertencente à família Fabaceae.